# Diana Lewis
Diana Lewis (Asbury Park, 18 de setembro de 1919 - Rancho Mirage, 18 de janeiro de 1997) foi uma atriz de cinema americana e uma contratada da Metro-Goldwyn-Mayer.

## Primeiros anos
A filha de artistas de vaudeville, Lewis nasceu em Asbury Park, New Jersey. Ela frequentou a Fairfax High School em Los Angeles.

## Carreira
Lewis trabalhou como cantora da orquestra liderada por Larry Leeds.
Ela começou sua carreira no cinema em It's a Gift (1934) e trabalhou de forma constante nos próximos anos, geralmente em papéis menores. Seus filmes mais notáveis incluem It's a Gift, Gold Diggers em Paris (1938), Go West (1940) e Johnny Eager (1941). Ela era o interesse amoroso de Andy Hardy como Daphne Fowler em Andy Hardy Meets Debutante (1940).

## Casamento
Lewis conheceu o ator William Powell, que era 27 anos mais velho, na MGM em 1940. Eles se casaram em um rancho em Nevada, em 5 de janeiro de 1940, após um namoro de menos de um mês.  Aposentou-se de atuar em 1943. O casal permaneceu junto por 44 anos até a morte de Powell, aos 91 anos, em 1984.

## Morte
Lewis morreu de câncer no pâncreas em Rancho Mirage, Califórnia, aos 77 anos. Ela foi enterrada no Desert Memorial Park, em Cathedral City, no Condado de Riverside, Califórnia, ao lado de Powell e seu enteado, William David Powell.

## Afiliações e honras
Lewis era uma defensora ativa do golfe feminino e do LPGA. O Prêmio William e Mousie Powell do LPGA foi nomeado em homenagem aos Powells.
Em 2000, uma Golden Palm Star em Palm Springs, Califórnia, Walk of Stars foi dedicada a ela.

## Filmografia completa
- It's a Gift (1934)
- One Hour Late (1935) (uncredited)
- Enter Madame (1935)
- All the King's Horses (1935) (uncredited)
- Choose Your Partners (1935 short)
- Grand Slam Opera (1936 short)
- Love Nest on Wheels (1937 short)
- He Couldn't Say No (1938)
- Gold Diggers in Paris (1938)
- First Offenders (1939)
- Forty Little Mothers (1940)
- Andy Hardy Meets Debutante (1940)
- Bitter Sweet (1940)
- Go West (1940)
- The People vs. Dr. Kildare (1941)
- Johnny Eager (1941)
- Whistling in Dixie (1942)
- Seven Sweethearts (1942)
- Cry 'Havoc' (1943)